# Valerie Nicolas
Valerie Nicolas (født 12. marts 1975) er en fransk håndboldmålmand.
Fra 2003 til 2007 spillede hun for danske Viborg HK. I sæsonen 2007/2008 spiller hun for Ikast/Bording EH. 
For denne klub har hun bl.a. vundet DM guld i 2004 og 2006 samt EHF Cup i 2004 og Champions League 2006.
Hun har tidligere spillet for Gagny 93 Paris og E.S. Besancon, med hvilke klubber hun har vundet tre franske mesterskaber og tre pokalmesterskaber.
Hun blev i 2003, kåret som verdens bedste for Frankrig.

## Ekstern henvisning
- Valerie Nicolas' egen hjemmeside Arkiveret 18. november 2006 hos  Wayback Machine (på fransk)
- Valerie Nicolas' profil på Olympics.com (engelsk)
- Valerie Nicolas' profil på Sports-Reference OL-resultater (arkiveret) (engelsk)
- Valerie Nicolas' profil på Olympedia (engelsk)
- Valerie Nicolas' profil hos Frankrigs Olympiske Komité (fransk)
- Valerie Nicolas' profil hos Det Europæiske Håndboldforbund (engelsk)